# Carl Scheel
Carl Boswell Christopher greve Scheel (født 7. oktober 1876 på Mariendal, Malling Sogn, død 30. april 1937 i Antwerpen) var en dansk godsejer og diplomat.
Carl Scheel var søn af hofjægermester og lensgreve Christen Scheel til Stamhuset Gammel Estrup og Ingeborg født Brøchner. Han blev 1900 sekondløjtnant ved 30. Bataljon, konsulatssekretær i Antwerpen, 1919 konstitueret og 1920 udsendt som dansk vicekonsul i Antwerpen, hvor han var til sin død. Han blev 8. september 1922 Ridder af Dannebrog. I 1934 arvede han herregården Stenalt fra en fjern slægtning, Jørgen Bruun, men døde allerede 1937. Da han var barnløs, gik Stenalt til et andet medlem af slægten Scheel.
Scheel blev gift 12. juli 1928 på Frederiksberg Rådhus med Ellen Begtrup-Hansen (13. marts 1907 i Silkeborg - 17. juni 1961 på Usserød Sygehus), datter af overlæge Theodor Andreas Begtrup-Hansen og Julie Gjerstrup). Parret blev hurtigt skilt, og hun ægtede dernæst 5. juli 1929 læge Aage Gunnar Lauritzen (1880-1948). Også dette ægteskab blev opløst 1938.